# 蛛网玉螺
蛛网玉螺（学名：Natica arachnoidea），是异足目玉螺科玉螺属的一种。主要分布于中国大陆，常栖息在低潮线。